# La Motte-de-Galaure
La Motte-de-Galaure és un municipi francès situat al departament de la Droma i a la regió d'Alvèrnia-Roine-Alps. L'any 2007 tenia 687 habitants.

## Demografia

### Població
El 2007 la població de fet de La Motte-de-Galaure era de 687 persones. Hi havia 268 famílies de les quals 68 eren unipersonals (16 homes vivint sols i 52 dones vivint soles), 88 parelles sense fills, 80 parelles amb fills i 32 famílies monoparentals amb fills.
La població ha evolucionat segons el següent gràfic:
Habitants censats

### Habitatges
El 2007 hi havia 301 habitatges, 274 eren l'habitatge principal de la família, 15 eren segones residències i 12 estaven desocupats. 262 eren cases i 38 eren apartaments. Dels 274 habitatges principals, 193 estaven ocupats pels seus propietaris, 68 estaven llogats i ocupats pels llogaters i 13 estaven cedits a títol gratuït; 11 tenien dues cambres, 27 en tenien tres, 85 en tenien quatre i 151 en tenien cinc o més. 219 habitatges disposaven pel capbaix d'una plaça de pàrquing. A 135 habitatges hi havia un automòbil i a 115 n'hi havia dos o més.

### Piràmide de població
La piràmide de població per edats i sexe el 2009 era:
| Homes | Edats   | Dones |
| ----- | ------- | ----- |
| 0     | 95 o +  | 0     |
| 0     | 90 a 94 | 4     |
| 0     | 85 a 89 | 0     |
| 0     | 80 a 84 | 0     |
| 8     | 75 a 79 | 4     |
| 16    | 70 a 74 | 8     |
| 16    | 65 a 69 | 32    |
| 24    | 60 a 64 | 36    |
| 8     | 55 a 59 | 8     |
| 24    | 50 a 54 | 32    |
| 12    | 45 a 49 | 16    |
| 24    | 40 a 44 | 20    |
| 12    | 35 a 39 | 20    |
| 28    | 30 a 34 | 20    |
| 8     | 25 a 29 | 4     |
| 20    | 20 a 24 | 12    |
| 20    | 15 a 19 | 16    |
| 8     | 10 a 14 | 16    |
| 16    | 5 a 9   | 16    |
| 24    | 0 a 4   | 8     |

## Economia
El 2007 la població en edat de treballar era de 394 persones, 293 eren actives i 101 eren inactives. De les 293 persones actives 269 estaven ocupades (134 homes i 135 dones) i 24 estaven aturades (10 homes i 14 dones). De les 101 persones inactives 40 estaven jubilades, 23 estaven estudiant i 38 estaven classificades com a «altres inactius».

### Ingressos
El 2009 a La Motte-de-Galaure hi havia 290 unitats fiscals que integraven 740 persones, la mediana anual d'ingressos fiscals per persona era de 16.472 €.

### Activitats econòmiques
Dels 28 establiments que hi havia el 2007, 2 eren d'empreses extractives, 2 d'empreses alimentàries, 1 d'una empresa de fabricació de material elèctric, 1 d'una empresa de fabricació d'elements pel transport, 2 d'empreses de fabricació d'altres productes industrials, 6 d'empreses de construcció, 4 d'empreses de comerç i reparació d'automòbils, 1 d'una empresa de transport, 2 d'empreses d'hostatgeria i restauració, 2 d'empreses immobiliàries, 3 d'empreses de serveis i 2 d'empreses classificades com a «altres activitats de serveis».
Dels 8 establiments de servei als particulars que hi havia el 2009, 1 era un taller de reparació d'automòbils i de material agrícola, 1 paleta, 2 lampisteries, 2 electricistes i 2 perruqueries.
L'únic establiment comercial que hi havia el 2009 era una fleca.
L'any 2000 a La Motte-de-Galaure hi havia 21 explotacions agrícoles que ocupaven un total de 500 hectàrees.

## Equipaments sanitaris i escolars
El 2009 hi havia una escola maternal integrada dins d'un grup escolar amb les comunes properes formant una escola dispersa.

## Poblacions més properes
El següent diagrama mostra les poblacions més properes.